# Morava 09 (volební obvod Říšské rady)
Morava 09 byl jednomandátový volební obvod pro volby do Poslanecké sněmovny Říšské rady. Volili v něm mužští občané české národnosti z měst Blansko, Kunštát, Nové Město na Moravě, Žďár nad Sázavou, Velké Meziříčí, Velká Bíteš, Jevíčko, Moravská Třebová, Svitavy, Březová, Jihlava, Třešť, Stonařov, Boskovice, Letovice a Bystřice nad Pernštejnem. Volební obvod byl zřízen se zavedením všeobecného volebního práva v Předlitavsku v roce 1907 a zanikl s rozpadem Rakouska-Uherska roku 1918. Jediným poslancem zastupujícím obvod byl Adolf Stránský.

## Charakteristika obvodu
| Rok          | 1907  | 1911  |
| ------------ | ----- | ----- |
| Počet voličů | 8 959 | 9 213 |

Volební obvod vznikl přeskupením obvodů, které v původním volebním systému náležely do kurie měst a průmyslových míst. Přestože již tedy volební právo nebylo omezeno daňovým cenzem, města stále volila odděleně od svého venkovského okolí.
V rámci politického rozdělení Moravy do pokrokového a klerikálního bloku byl obvod jasně progresivní. Hlavní rivalita probíhala mezi liberální lidovou (roku 1911 lidově pokrokovou) stranou a sociální demokracií).

## Poslanci
| Poslanec | Poslanec       | Strana           | Volby |
| -------- | -------------- | ---------------- | ----- |
|          | Adolf Stránský | Mladočeši        | 1907  |
|          | Adolf Stránský | Lidoví pokrokáři | 1911  |

## Volby

### Volby 1907
V roce 1907 za klerikální blok kandidoval Jan Holba, kněz a příslušník křesťansko-sociální strany. Proti němu se postavil advokát, novinář a předseda mladočeské Lidové strany na Moravě Adolf Stránský. Posledním kandidátem byl Karel Vaněk za sociální demokracii, budoucí starosta Brna. Těsně před volbami se ve prospěch Stránského vzdal kandidatury řemeslník z Bystřice Vilém Vlček, původně nominovaný národně sociální stranou a živnostníky.
| Parlamentní volby 1907   |                                |                                |             |             |             |            |            |            |
| Kandidát                 | Kandidát                       | Strana                         | První volba | První volba | První volba | Užší volba | Užší volba | Užší volba |
| Kandidát                 | Kandidát                       | Strana                         | Hlasy       | %           | ±%          | Hlasy      | %          | ±%         |
|                          | Adolf Stránský                 | Mladočeši                      | 2 841       | 34,4        |             | 4 336      | 53,1       |            |
|                          | Karel Vaněk                    | Sociální demokraté             | 3 696       | 44,8        |             | 3 833      | 46,9       |            |
|                          | Jan Holba                      | Křesťanští sociálové           | 1 650       | 20,0        |             |            |            |            |
|                          | roztříštěné hlasy              | roztříštěné hlasy              | 62          | 0,8         |             |            |            |            |
| neplatné a prázdné hlasy | neplatné a prázdné hlasy       | neplatné a prázdné hlasy       | 129         | 1,5         |             | 166        | 2,0        |            |
| Celkem/účast             | Celkem/účast                   | Celkem/účast                   | 8 378       | 93,5        |             | 8 335      | 93,0       |            |
|                          | Mladočeši získali (nový obvod) | Mladočeši získali (nový obvod) | ±           |             |             |            |            |            |

### Volby 1911
V roce 1911 Stránský obhajoval mandát, tentokrát reprezentoval lidově pokrokovou stranu, vzniklou sloučením lidové strany a moravské pokrokové strany. Za sociální demokraty kandidoval dělnický předák a publicista František Komprda. Stranu živnostníků reprezentoval obuvník František Kyncl a centralistickou sociální demokracii účetní Josef Prášek.
| Parlamentní volby 1911   |                           |                           |             |             |             |            |            |            |
| Kandidát                 | Kandidát                  | Strana                    | První volba | První volba | První volba | Užší volba | Užší volba | Užší volba |
| Kandidát                 | Kandidát                  | Strana                    | Hlasy       | %           | ±%          | Hlasy      | %          | ±%         |
|                          | Adolf Stránský            | Lidoví pokrokáři          | 3 120       | 37,2        | +2,8        | 4 156      | 52,7       | -0,4       |
|                          | František Komprda         | Sociální demokraté        | 3 122       | 37,3        | -7,5        | 3 732      | 47,3       | +0,4       |
|                          | František Kyncl           | Živnostníci               | 1 820       | 21,7        |             |            |            |            |
|                          | Josef Prášek              | Soc. dem. centralisté     | 221         | 2,6         |             |            |            |            |
|                          | roztříštěné hlasy         | roztříštěné hlasy         | 97          | 1,2         | +0,4        |            |            |            |
| neplatné a prázdné hlasy | neplatné a prázdné hlasy  | neplatné a prázdné hlasy  | 221         | 2,6         |             | 556        | 6,7        |            |
| Celkem/účast             | Celkem/účast              | Celkem/účast              | 8 601       | 93,4        | -0,1        | 8 444      | 91,7       | -1,3       |
|                          | Lidoví pokrokáři obhájili | Lidoví pokrokáři obhájili | ±           |             |             |            |            |            |